# Keban-gát
A Keban-gát vagy Kebani-gát (törökül: Keban barajı (ejtése: [kʲebɑn bɑɾɐɑʒɯ])) duzzasztógát Törökországban, az Eufrátesz folyón, Elaziğ tartományban. Ez volt az első nagy vízerőmű-projekt Törökországban, és az első Eufráteszen épült vízerőmű. Jelenleg a Délkelet-Anatólia projekthez kapcsolódik, bár eredetileg nem annak részeként épült. Építése 1966-ban kezdődött és 1974-ben fejeződött be. A gát által létrehozott Kebani-víztározó 675 km²-es területével Törökország negyedik legnagyobb tava a Van-tó, a Tuz-tó és az Atatürk-víztározó után.

## Külső hivatkozások
- Keban HES Elektrik Üretim Bilgileri Archiválva 2016. február 26-i dátummal a Wayback Machine-ben
- Képek